# Monitorización Ambulatoria de la Presión Arterial

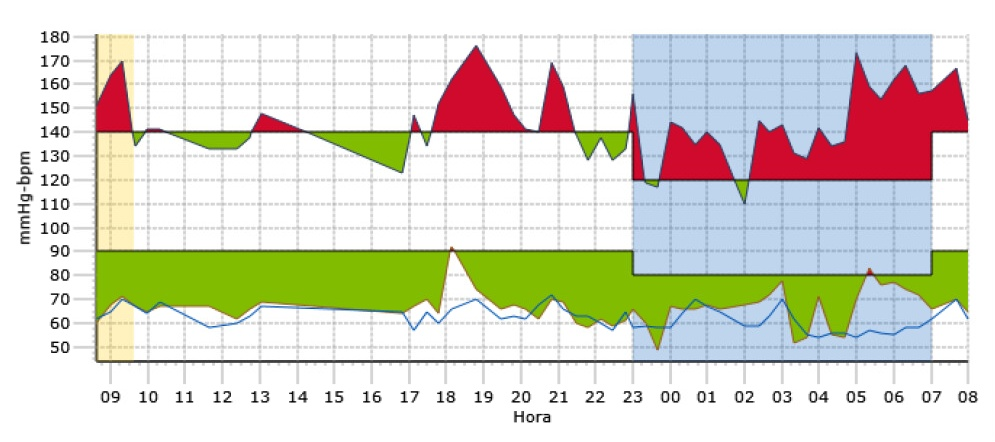
Diagrama de la monitorización ambulatoria de la presión arterial. Se muestra una presión sistólica elevada en el período nocturno y parte de la tarde (en rojo).

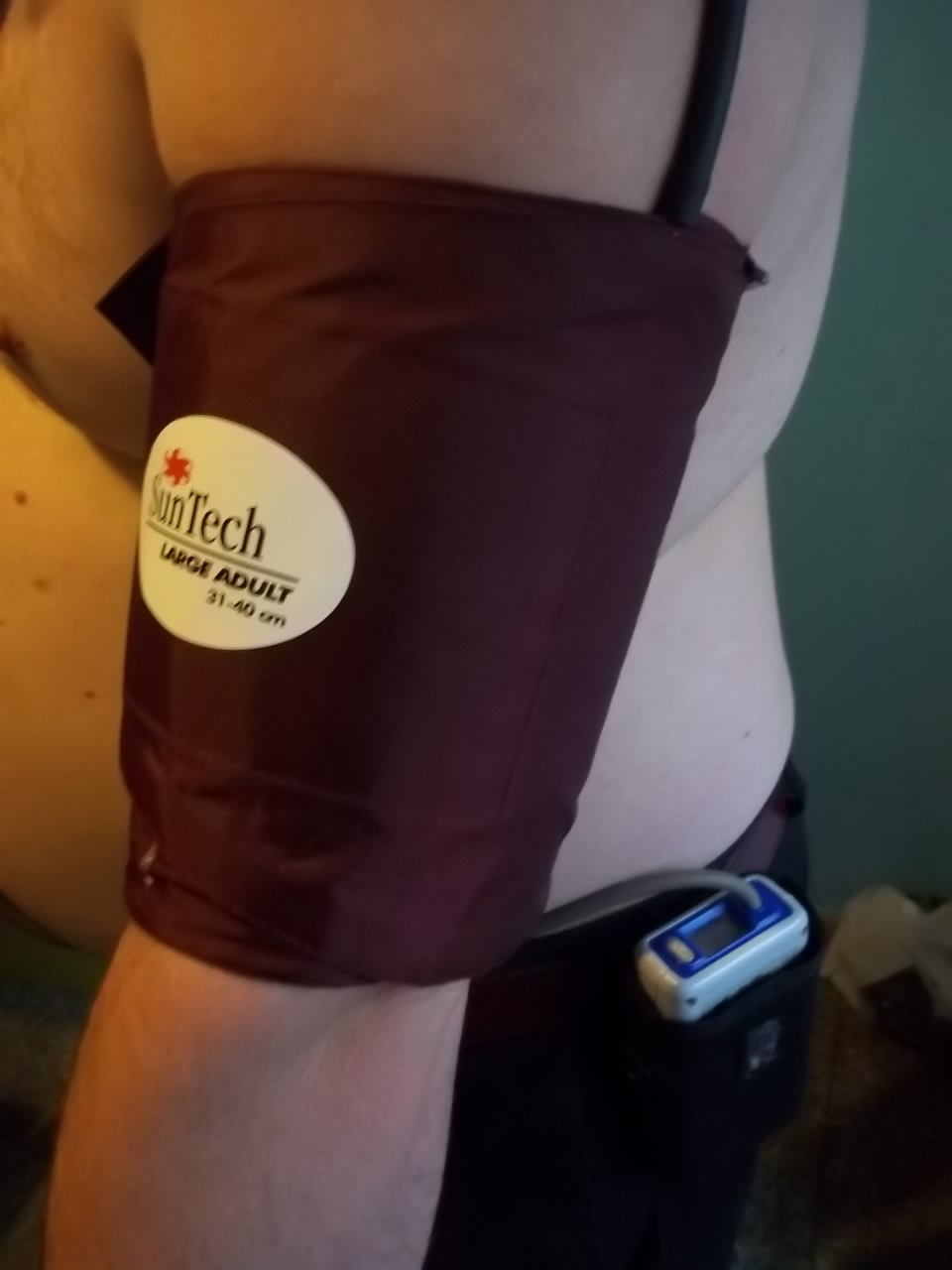
Dispositivo de Monitorización Ambulatoria de la Presión Arterial (MAPA) instalado en el cuerpo de un paciente de 40 años.

MAPA o Monitorización Ambulatoria de la Presión Arterial es una prueba diagnóstica que registra las presiones arteriales del paciente durante un largo período (habitualmente un día completo) de manera similar a la prueba de Holter. 
Este sistema aporta el diagnóstico diferencial de la hipertensión esencial contra la Hipertensión de bata blanca. 
Es muy útil su estudio en el servicio de Nefrología ya que el control de la presión arterial es fundamental para la buena función renal.